# Crossorhombus
Crossorhombus is een geslacht van straalvinnige vissen uit de familie van botachtigen (Bothidae). Het geslacht is voor het eerst wetenschappelijk beschreven in 1920 door Regan.

## Soorten
- Crossorhombus azureus (Alcock, 1889)
- Crossorhombus howensis Hensley & Randall, 1993
- Crossorhombus kanekonis (Tanaka, 1918)
- Crossorhombus kobensis (Jordan & Starks, 1906)
- Crossorhombus valderostratus (Alcock, 1890)